# Balkan American Football League
La Balkan American Football League era una associazione sportiva che organizzava l'omonimo campionato di football americano, facente parte della Central European Football League; raggruppava squadre bulgare, rumene e serbe.

## Formula
Il campionato era disputato nella formula a girone unico.

## Team partecipanti
In grassetto i team che partecipano alla stagione in corso (o all'ultima stagione).
| Team                  | Numero Partecipazioni | Miglior piazzamento | Titoli vinti |
| --------------------- | --------------------- | ------------------- | ------------ |
| Bucharest Rebels      | 2                     | 1° 2014             | 1            |
| Kraljevo Royal Crowns | 2                     | 1° 2013             | 1            |
| Sofia Bears           | 2                     | 2º 2013 2014        | 0            |

## Albo d'oro
| Stagione | Titolo | Vincitore             |
| -------- | ------ | --------------------- |
| 2013     | I      | Kraljevo Royal Crowns |
| 2014     | II     | Bucharest Rebels      |